# Kotoki Zayasu
Kotoki Zayasu (座安 琴希?, Zayasu Kotoki; Uruma, 11 gennaio 1990) è una pallavolista giapponese.
Gioca nel ruolo di libero nelle SAGA Springs.

## Carriera
La carriera nella pallavolo professionistica di Kotoki Zayasu inizia nella stagione 2008-09, quando viene ingaggiata dalle Hisamitsu Springs, rivestendo il ruolo di riserva di Yūko Sano, che le spetta anche nella stagione successiva, durante la quale vince la Coppa dell'Imperatrice. Nella stagione 2010-11, complice anche la partenza della compagna di squadra, viene promossa libero titolare. Nel 2011 debutta in nazionale, vincendo il Montreux Volley Masters.
Nella stagione 2011-12 gioca la finale scudetto, perdendo con le Toray Arrows, come era avvenuto già nel 2008-09; al termine della competizione viene comunque premiata come miglior libero e miglior ricevitrice del campionato. La stagione successiva si aggiudica prima la Coppa dell'Imperatrice e poi lo scudetto, battendo in entrambe le finali le Toray Arrows; come nel campionato precedente riceve i premi di miglior libero e miglior ricevitrice del campionato. Vince poi il V.League Top Match e completa la sua stagione perfetta con la vittoria al Torneo Kurowashiki, dove viene premiata come miglior libero; con la nazionale vince la medaglia di bronzo alla Grand Champions Cup 2013.
Nel campionato 2013-14 ai aggiudica nuovamente la Coppa dell'Imperatrice, lo scudetto e il campionato asiatico per club.
Nella stagione 2016-17 fa la prima esperienza all'estero accettando la proposta delle francesi del RC Cannes con cui disputa la Ligue A, rientrando in patria alle Hisamitsu Springs già nell'annata seguente.

## Palmarès

### Club
- Campionato giapponese: 4

2012-13, 2013-14, 2015-16, 2017-18
- Coppa dell'Imperatrice: 6

2009, 2012, 2013, 2014, 2015, 2018
- Torneo Kurowashiki: 1

2013
- / V.League Top Match: 1

2013
- Campionato asiatico per club: 1

2014

### Nazionale (competizioni minori)
- Montreux Volley Masters 2011
- Montreux Volley Masters 2015

### Premi individuali
- 2012 - V.Premier League giapponese: Miglior libero
- 2012 - V.Premier League giapponese: Miglior ricevitrice
- 2013 - V.Premier League giapponese: Miglior libero
- 2013 - V.Premier League giapponese: Miglior ricevitrice
- 2013 - Torneo Kurowashiki: Miglior libero
- 2015 - Montreux Volley Masters: Miglior libero
- 2017 - Ligue A: Miglior libero